# Tabanus nipponicus
Tabanus nipponicus är en tvåvingeart som beskrevs av Murdoch och Takahasi 1969. Tabanus nipponicus ingår i släktet Tabanus och familjen bromsar. Inga underarter finns listade i Catalogue of Life.